# Чемпионат Австрии по баскетболу
Австрийская баскетбольная Бундеслига (нем. Admiral Basketball Bundesliga) — главная баскетбольная лига Австрии. История лиги восходит к 1947 году. В современном виде лига была основана в 1996 году (с 1998 — отдельная структура). С сезона 2008/2009 официальным спонсором лиги является букмекерская контора «Адмирал Шпортветтен».

## Прежние названия
- 1996—2004: «A-Liga»
- 2004—2008: «Österreichische Basketball Bundesliga (ÖBL)»
- 2008-н.в.: «Admiral Basketball Bundesliga»

## Текущий состав
| Клуб                 | Город          | Арена                            | Вместимость | Участие в лиге |
| -------------------- | -------------- | -------------------------------- | ----------- | -------------- |
| Оберварт Гуннерс     | Оберварт       | Шпортхалле Оберварт              | 2500        | 1996/1997      |
| Альянц Суонс Гмунден | Гмунден        | Фольксбанк Арена                 | 2200        | 1996/1997      |
| Крафтверк            | Вельс          | Райффайзен Арена                 | 1700        | 2000/2001      |
| Райффайзен Пантерс   | Фюрстенфельд   | Штадтхалле Фюрстенфельд          | 1200        | 1996/1997      |
| Трайскирхен Лайонс   | Трайскирхен    | Лайонс Доум                      | 1200        | 1996/1997      |
| Капфенберг Буллс     | Капфенберг     | Шпортхалле Вальферзам            | 1000        | 1996/1997      |
| Цептер Вена          | Вена           | Винер Штадтхалле Б               | 1000        | 2001/2002      |
| Санкт-Пёльтен        | Санкт-Пёльтен  | Ландесшпортцентрум Санкт-Пёльтен | 1000        | 1996/1997      |
| Клостернойбург       | Клостернойбург | Хэппиленд                        | 1000        | 1996/1997      |
| Гюссинг Найтс        | Гюссинг        | Актив Парк                       | 800         | 2002/2003      |
| Грац                 | Грац           | Унионхалле                       | 600         | 1997/1998      |

## Список чемпионов
- Гюссинг Найтс: 2014, 2015
- Цептер Вена: 2013
- Клостернойбург: 2012
- Оберварт Гуннерс: 2011, 2016
- Альянц Суонс Гмунден: 2005—2007, 2010
- Крафтверк: 2009
- Райффайзен Пантерс: 2008
- Капфенберг Буллс: 2001—2004, 2017, 2018
- Трайскирхен Лайонс: 2000
- Санкт-Пёльтен: 1995—1999